# Michael R. Gottfredson
Michael R. Gottfredson (1951. január 16. –) az Oregoni Egyetem tizenhetedik rektora.

## Élete
Alapdiplomáját a UC Davisen, Ph.D fokozatát a SUNY Albanyn szerezte.
Korábban a UC Irvine oktatási igazgatója és kancellárhelyettese volt. 2012. június 11-én bejelentették, hogy ő az Oregoni Egyetem egyetlen rektorjelöltje. Az értesülést az állam június 15-én megerősítette és augusztus 1-jén kinevezték.

## Pályafutása
Az Oregoni Egyetem igazgatótanácsának tagja volt. 2014. augusztus 6-án e-mailben jelezte lemondását magánéleti okok miatt. A következő nap Scott Coltrane-t nevezték ki ideiglenes rektornak.
2014 végétől a UC Irvine kriminológiai kutatója, de az Arizonai Egyetemen, az Illinois-i Egyetemen és a SUNY Albanyn is több pozíciót betöltött. Az 1970-es évek végén az albanyi kriminológiai központ igazgatója volt.

## Kriminológiai elmélete
A Gottfredson és Travis Hirschi által kidolgozott elmélet szerint a bűnözői viselkedés az önkontroll hiányára utal.

## Fordítás
- Ez a szócikk részben vagy egészben  a   Michael R. Gottfredson című angol Wikipédia-szócikk ezen változatának fordításán alapul.  Az eredeti cikk szerkesztőit annak laptörténete sorolja fel. Ez a jelzés csupán a megfogalmazás eredetét és a szerzői jogokat jelzi, nem szolgál a cikkben szereplő információk forrásmegjelöléseként.